# Lentivírus
Os lentivírus (lenti, em latim lento) são vírus com longo período de incubação associados a doenças neurológicas e imunossupressoras, especialmente os da família Retroviridae, que se caracterizam por terem um genoma constituído apenas por RNA. Lentivírus, mesmo assim, podem fornecer uma quantidade significativa de informação genética no DNA da célula hospedeira e têm a capacidade única entre os retrovírus de serem capaz de se replicar em células sem que estas se dividam, o que é um dos métodos mais eficientes de um vetor de transferência de genes. HIV, SIV, e FIV são exemplos de lentivírus.
Algumas das doenças consideradas causadas por vírus de ação lenta no sistema nervoso, a exemplo do kuru e da doença de Creutzfeldt-Jacob, foram posteriormente identificadas como causadas por príons (prião); outras como a leucoencefalopatia multifocal progressiva estão associadas à condição de imunodepressão dos pacientes. Estes aparentemente não apresentam sintomas apesar de infectados pelo vírus JC, um poliomavírus, mas, a doença, costuma progredir rapidamente uma vez desencadeada a sintomatologia.
Os lentivirus são classificados de acordo com os seus hospedeiros entre os quais  vacas, gatos, cavalos, ovelhas (e cabras) e primatas, incluindo humanos, subdividindo-se também em cinco sorogrupos, respectivamente, foram encontrados. Os lentivírus de primatas são distinguidos pelo receptor para a proteína CD4 e a ausência de dUTPasa (deoxyuridine - triphosphatase).